# جایزه ستاره جوان

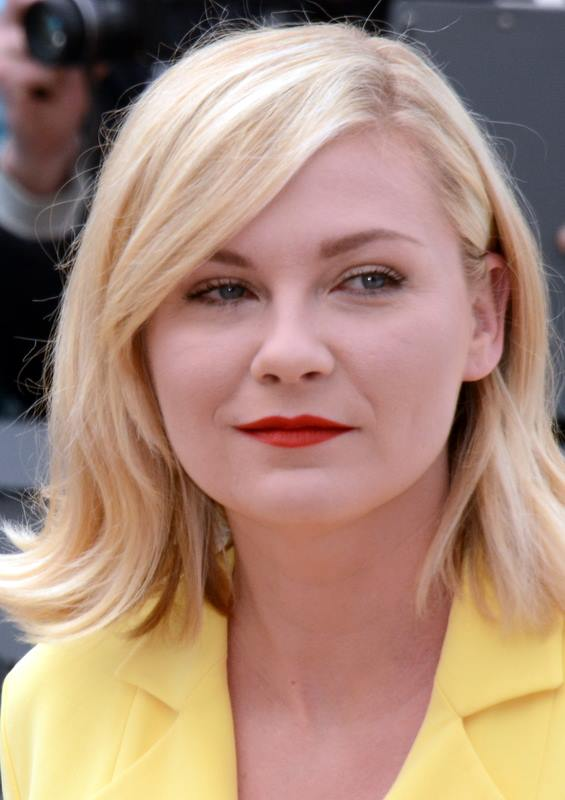

جایزه ستاره جوان (انگلیسی: YoungStar Award) یک جایزه است که توسط هالیوود ریپورتر اهدا می‌شود. این جایزه به بازیگران جوان آمریکایی از ۶ تا ۱۸ سال برای درخشش در فیلم، تلویزیون، صحنه و موسیقی داده می‌شود. برندگان از طریق نظرسنجی از ۳۵۰۰ شرکت داخلی در صنعت سرگرمی که هالیوود ریپورتر را می‌خوانند، انتخاب می‌شوند.